# 第1回全国高等学校選抜ラグビーフットボール大会
第1回全国高等学校選抜ラグビーフットボール大会は、2000年（平成12年）4月3日から4月6日まで、熊谷ラグビー場と秩父宮ラグビー場にて行われた全国高校選抜ラグビー大会の初大会である。

## 概要
2000年（平成12年）1月まで行われた花園大会（第79回全国高等学校ラグビーフットボール大会）では高3までの選手が出場したのに対し、この大会では新高2・新高3による対戦となる。
全国9地区と開催権枠（埼玉県）から選抜された16チームを、2つのブロック（Aブロック・Bブロック）に分け、それぞれの優勝チームを決定する（優勝チームは2校）。
8チームずつのトーナメントを行い、1回戦に限り、その敗者戦も1回行う（1回戦で負けても、敗者同士でもう1試合行う）。
準決勝までは熊谷ラグビー場（埼玉県熊谷市）で行い、2つの決勝戦は秩父宮ラグビー場（東京都港区）で行った。

## 日程
出典：
- 2000年4月3日：1回戦 - 熊谷ラグビー場（埼玉県熊谷市）
- 4月4日：2回戦（準決勝） および 1回戦敗者戦 - 熊谷ラグビー場
- 4月6日：決勝戦 - 秩父宮ラグビー場（東京都港区）

## 出場校
出典：
| 推薦枠         | 校名                 | 都道府県 | 出場ブロック |
| -------------- | -------------------- | -------- | ------------ |
| 北海道ブロック | 中標津高校           | 北海道   | Bブロック    |
| 東北ブロック   | 秋田工業高校         | 秋田県   | Aブロック    |
| 東北ブロック   | 仙台育英高校         | 宮城県   | Bブロック    |
| 関東ブロック   | 流通経済大学柏高校   | 千葉県   | Bブロック    |
| 関東ブロック   | 國學院大學久我山高校 | 東京都   | Aブロック    |
| 関東ブロック   | 桐蔭学園高校         | 神奈川県 | Bブロック    |
| 北信越ブロック | 岡谷工業高校         | 長野県   | Aブロック    |
| 東海ブロック   | 西陵高校             | 愛知県   | Bブロック    |
| 近畿ブロック   | 伏見工業高校         | 京都府   | Bブロック    |
| 近畿ブロック   | 東海大学大阪仰星高校 | 大阪府   | Aブロック    |
| 近畿ブロック   | 報徳学園高校         | 兵庫県   | Aブロック    |
| 中国ブロック   | 米子東高校           | 鳥取県   | Bブロック    |
| 四国ブロック   | 新田高校             | 愛媛県   | Aブロック    |
| 九州ブロック   | 佐賀工業高校         | 佐賀県   | Aブロック    |
| 九州ブロック   | 大分舞鶴高校         | 大分県   | Bブロック    |
| 開催県枠       | 埼玉工業大学深谷高校 | 埼玉県   | Aブロック    |

## 試合結果

### Aブロック 1回戦
| 2000年4月3日 | 報徳学園 | 10-27 | 秋田工業 | 熊谷ラグビー場 |
| 2000年4月3日 | レポート |       |          | 熊谷ラグビー場 |

| 2000年4月3日 | 新田     | 3-88 | 國學院大久我山 | 熊谷ラグビー場 |
| 2000年4月3日 | レポート |      |                | 熊谷ラグビー場 |

| 2000年4月3日 | 佐賀工業 | 77-0 | 岡谷工業 | 熊谷ラグビー場 |
| 2000年4月3日 | レポート |      |          | 熊谷ラグビー場 |

| 2000年4月3日 | 東海大付属仰星 | 21-29 | 埼玉工業大深谷 | 熊谷ラグビー場 |
| 2000年4月3日 | レポート       |       |                | 熊谷ラグビー場 |

### Bブロック 1回戦
| 2000年4月3日 | 東海大付属仰星 | 7-68 | 埼玉工業大深谷 | 熊谷ラグビー場 |
| 2000年4月3日 | レポート       |      |                | 熊谷ラグビー場 |

| 2000年4月3日 | 西陵商業 | 19-45 | 桐蔭学園 | 熊谷ラグビー場 |
| 2000年4月3日 | レポート |       |          | 熊谷ラグビー場 |

| 2000年4月3日 | 伏見工業 | 24-7 | 流経大柏 | 熊谷ラグビー場 |
| 2000年4月3日 | レポート |      |          | 熊谷ラグビー場 |

| 2000年4月3日 | 大分舞鶴 | 5-20 | 仙台育英 | 熊谷ラグビー場 |
| 2000年4月3日 | レポート |      |          | 熊谷ラグビー場 |

### Aブロック 敗者戦
「Aブロック1回戦」の敗者による対戦。
| 2000年4月4日 | 報徳学園 | 17-5 | 新田 | 熊谷ラグビー場 |
| 2000年4月4日 | レポート |      |      | 熊谷ラグビー場 |

| 2000年4月4日 | 岡谷工業 | 3-59 | 東海大付仰星 | 熊谷ラグビー場 |
| 2000年4月4日 | レポート |      |              | 熊谷ラグビー場 |

### Bブロック 敗者戦
「Bブロック1回戦」の敗者による対戦。
| 2000年4月4日 | 米子東   | 0-97 | 西陵商業 | 熊谷ラグビー場 |
| 2000年4月4日 | レポート |      |          | 熊谷ラグビー場 |

| 2000年4月4日 | 流経大柏 | 5-24 | 大分舞鶴 | 熊谷ラグビー場 |
| 2000年4月4日 | レポート |      |          | 熊谷ラグビー場 |

### Aブロック 2回戦（準決勝）
| 2000年4月4日 | 秋田工業 | 31-33 | 國學院大久我山 | 熊谷ラグビー場 |
| 2000年4月4日 | レポート |       |                | 熊谷ラグビー場 |

| 2000年4月4日 | 佐賀工業 | 21-38 | 埼玉工業大深谷 | 熊谷ラグビー場 |
| 2000年4月4日 | レポート |       |                | 熊谷ラグビー場 |

### Bブロック 2回戦（準決勝）
| 2000年4月4日 | 中標津   | 8-56 | 桐蔭学園 | 熊谷ラグビー場 |
| 2000年4月4日 | レポート |      |          | 熊谷ラグビー場 |

| 2000年4月4日 | 伏見工業 | 17-29 | 仙台育英 | 熊谷ラグビー場 |
| 2000年4月4日 | レポート |       |          | 熊谷ラグビー場 |

### Aブロック 決勝戦
| 2000年4月6日 | 國學院大久我山     | 33-41 | 埼玉工業大深谷 | 秩父宮ラグビー場 レフリー: 相田真治 |
| 2000年4月6日 | レポート レポート2 |       |                | 秩父宮ラグビー場 レフリー: 相田真治 |

### Bブロック 決勝戦
| 2000年4月6日 | 桐蔭学園            | 9-24 | 仙台育英 | 秩父宮ラグビー場 レフリー: 桜岡将博 |
| 2000年4月6日 | レポート1 レポート2 |      |          | 秩父宮ラグビー場 レフリー: 桜岡将博 |